# Krummerne (film)
 For alternative betydninger, se Krummerne (flertydig). (Se også artikler, som begynder med Krummerne)
Krummerne er en dansk film fra 1991, instrueret af Sven Methling efter et manuskript af John Stefan Olsen. Filmen er den første af tre film om Krummerne baseret på bøgerne af Thøger Birkeland.
Filmen solgte 859.383 billetter, og den er dermed blandt de bedst sælgende danske film nogensinde.

## Medvirkende
- Laus Høybye – Krumme
- Karen-Lise Mynster – Mor
- Dick Kaysø – Far
- Line Kruse – Stine
- Martin Christiansen – Per
- Lukas Forchhammer – Grunk
- Peter Schrøder – Boris
- Jarl Friis-Mikkelsen – Ivan
- Preben Kristensen – Skolelærer
- Elin Reimer – Fru Olsen
- Buster Larsen – Vicevært Svendsen
- Barbara Topsøe-Rothenborg – Yrsa
- Marie Schultz – Nete
- Sonja Oppenhagen – Fru Jensen
- Holger Juul Hansen – Skoleinspektør
- Kai Løvring – Bankmand
- Grethe Sønck – Fru Albertsen
- Jan Hertz – Ejendomsmægler
- Niels Olsen – Politibetjent
- Hans Henrik Bærentsen – Ser på hus
- Mikkel Trier Rygård – Hans
- Christian Potalivo – Tom